# Фэйган, Пэтси
Пэ́тси (Па́трик) Фэ́йган (англ. Patsy Fagan, род. 15 января 1951 года) — ирландский профессиональный игрок в снукер.

## Карьера
Пэтси Фэйган начал играть в снукер в 15 лет. В 1974 он достиг финала любительского чемпионата Англии, а двумя годами позже на том же турнире повторил этот результат и сделал рекордный для того времени брейк — 115 очков. Сразу после этого успеха Фэйган перешёл в профессионалы. В 1977 году, на чемпионате Британии он стал первым победителем турнира, выиграв в напряжённом полуфинале у Джона Вирго со счётом 9:8, а в финале у Дуга Маунтджоя, 12:9. Возможно, Фэйган мог бы выиграть и больше турниров, если бы не его очень слабая игра с рестом. Несмотря на то, что Фэйган покинул профессиональный снукер довольно рано — в 1989 году, он продолжил свою снукерную деятельность в качестве тренера. Теперь среди наиболее успешных результатов его тренерской работы 38-е место Альфи Бёрдена в официальном рейтинге.